# Angamaly
Angamaly (malayâlam : അങ്കമാലി) est une ville de l'État du Kerala en Inde, dans le District d'Ernakulam.

## Histoire
Angamaly était la ville de résidence des primats de l'ancienne Église de Malabar.